# Dele Charley
Dele Charley   (Freetown, 27 de març de 1948 - 8 de maig de 1993) fou un escriptor en krio i anglès de Sierra Leone.
Va estudiar a Freetown i Londres i va estar al ministeri d'educació del seu país. Escrigué Petikot Kohna (teatre, 1982) i Fatmata (teatre, 1983)